# Метнай
Метнай (словен. Metnaj) — поселення в общині Іванчна Гориця, Осреднєсловенський регіон, Словенія. Висота над рівнем моря: 545,8 м.